# NetSuite
NetSuite — компания, предоставлявшая услуги доступа к приложениям для среднего бизнеса на принципах SaaS, основные классы компонентов — CRM (управление взаимоотношениями с клиентами), ERP (управление ресурсами предприятия), E-commerce (электронная коммерция) и PSA (управление проектами).

## Внешние ссылки
- Вебсайт компании
- NetSuite Поставщик решений — Франция

Основана в 1998 году группой инвесторов во главе с основным владельцем Oracle Ларри Эллисоном, владевшим контрольным пакетом фирмы в течение всего периода её существования. Акции компании торговались на Нью-Йоркской фондовой бирже. В июле 2016 года фирма поглощена корпорацией Oracle|.
На начало февраля 2009 года пользовалось 6,6 тыс. компаний. Базы данных систем располагались в дата-центре компании Level 3 Communications.
NetSuite ERP отмечалась как одна из первых в мире ERP-систем, распространявшихся исключительно по подписке. NetSuite CRM по состоянию на 2006 год входила в топ-20 лучших CRM-систем в мире по версии Gartner. Система управления проектами построена на базе продукта поглощённой в июне 2008 года компании OpenAir, который также отмечался как один из лидирующих в списке подобных систем.